# 아재 개그
아재 개그(dad joke)는 전형적으로 파로노마지아이고, 종종 원라이너 또는 질문과 대답으로 제시되는 농담이다. 일반적으로 불쾌감을 주지 않는 아재 개그는 진심으로 유머러스한 의도로 말하거나 지나치게 단순한 유머에 의도적으로 부정적인 "끙끙거리는" 반응을 유발하기 위해 말한다. 아재 개그는 전형적으로 아버지나 아버지 같은 사람이 자녀에게 하는 농담이라고 여겨지기 때문에 아재 개그라고 부른다.
아재 개그의 한 예는 아이가 "배고파"라고 말하면 아버지가 "안녕, 배고파, 나는 아빠야"라고 대답하는 것이다. 2023년 미국 아버지 1,500명과 그들의 파트너를 대상으로 한 설문 조사에 따르면, 이 특별한 개그는 미국 9개 주에서 가장 많이 들리는 장르였으며 전국적으로 가장 흔했다. 주 중에서는 펜실베이니아와 델라웨어에서 아재 개그를 가장 자주 듣는 것으로 보고되었다.
일부 아재 개그는 의도적으로 재미없는 반유머적인 펀치라인에서 유머를 이끌어낸다고 여겨질 수 있다. 예를 들어 논 세퀴터: "Q: 비행기는 왜 산에 충돌했나요? A: 조종사가 빵 한 덩어리였기 때문입니다."(Q: Why did the plane crash into the mountain? A: Because the pilot was a loaf of bread.)와 같은 것이다.
아재 개그(dad joke)라는 용어의 정확한 기원은 알려져 있지 않지만, 이 용어는 짐 칼보(Jim Kalbaugh)가 1987년 6월 《게티즈버그 타임스》에 "아재 개그를 금지하지 마세요. 보존하고 존경하세요"라는 제목으로 이 장르에 대한 열정적인 변론을 쓰면서 처음 출판되었다.
"아재 개그"라는 용어는 2008년 미국 시트콤 내가 그녀를 만났을 때와 2009년 호주 퀴즈 쇼 스픽스 앤 스펙스에서 언급되었다.
이 장르는 소셜 미디어 플랫폼에서 번성하기 시작했다. 2017년에는 #dadjokes가 트위터에서 가장 인기 있는 해시태그 중 하나였다. 미국 Administration for Children and Families와 Ad Council은 2017년 8월 #dadjokesrule 캠페인을 시작하여 이 유머 형태의 증가하는 인기를 활용하여 긍정적인 부자간 의사소통을 장려했다. 애드 카운슬 회장 겸 최고 경영자 리사 셔먼은 "아재 개그는 단순한 트렌드 이상을 나타낸다. 이 농담은 아이의 삶에서 가장 중요한 사람들 중 한 명과 함께 만든 미소, 순간, 기억이다"라고 말했다.
2019년 9월, 메리엄-웹스터는 "아재 개그"라는 구문을 사전에 추가했다.
2021년 10월, 맨즈 헬스는 "역대 최고의 아재 개그" 200개를 모아 언어유희, "끙끙거리는", 병든, 육아, "내 아내" 등의 주제별로 분류했다.
2022년 5월, 투데이는 이 유머 장르의 225개 목록을 발행했으며, 일부는 어린이보다 성인에게 더 적합하다고 분류했다.

## 같이 보기
- 다자레